# Викосопрано
Викосопрано (итал. Vicosoprano, нем. Vespran, романш. Visavraun) — деревня и бывшая коммуна в Швейцарии в долине Брегалья, кантон Граубюнден. Население составляло 445 человек на 2008 год. Официальный код — 3776. 1 января 2010 года вместе с коммунами Бондо, Кастазенья, Стампа и Сольо вошла в состав новой коммуны Брегалья.
Входит в состав региона Малоя (до 2015 года входила в округ Малоя).
На выборах в 2007 году наибольшее количество голосов получила Швейцарская народная партия (64,6 %), за Христианско-демократическую народную партию Швейцарии проголосовали 2,1 %, за Социал-демократическую партию Швейцарии — 18,9 %, за Свободную демократическую партию — 14,3 %.

## Географическое положение
До слияния площадь Викосопрано составляла 54,00 км². 8,6 % площади составляли сельскохозяйственные угодья, 25,6 % — леса, 1 % территории было заселено, 64,7 % заняты природными объектами.

## История
Коммуна впервые упоминается в 1096 году как Vicus Supranus. Викосопрано был центром долины Брегалья. На гербе коммуны изображена квадратная башня, построенная в 1537 году. 1 января 2010 года коммуны Викосопрано, Бондо, Кастазенья, Стампа и Сольо объединились в новую коммуну Брегалья.

## Население
На 2008 год население Викосопрано составляло 445 человек (48,4 % мужчин, 51,6 % женщин). На 2000 год 12,82 % жителей говорило на немецком языке, 4,2 % — на романшском, 80,65 % — на итальянском.15,6 % населения были в возрасте до 9 лет, 11,2 % — от 10 до 19 лет, 9,1 % — от 20 до 29 лет, 12,8 % — от 30 до 39 лет, 19,1 % — от 40 до 49 лет, 9,8 % — от 50 до 59 лет, старше 60 лет было 22,4 % населения. На 2005 год в Викосопрано уровень безработицы составлял 0,96 %.
| 1850 | 1900 | 1950 | 1960 | 1970 | 2000 | 2008 |
| ---- | ---- | ---- | ---- | ---- | ---- | ---- |
| 383  | 417  | 415  | 568  | 387  | 429  | 445  |